# SOKO 5113
SOKO 5113 is een Duitse Krimi-televisieserie. SOKO 5113 speelt zich af in München en startte op 2 januari 1978. De televisieserie werd sinds het begin uitgezonden op ZDF. SOKO 5113 eindigde in 2020 en werd vervangen door SOKO München. 
Er zijn meer dan 368 afleveringen uitgezonden. De eerste drie seizoenen werden er afleveringen uitgezonden van 25 minuten. Vanaf seizoen vier waren de afleveringen 45 tot 50 minuten.

## De huidige SOKO 5113
- Wilfried Klaus - Hoofdcommissaris Horst Schickl (sinds 1978)
- Hartmut Schreier - Commissaris Manfred Brand (sinds 1992)
- Michel Guillaume - Commissaris Theo Renner (sinds 1997)
- Bianca Hein - Commissaris Katharina Hahn (sinds 2006)